# Паучок Ананси
«Паучок Ананси» — советский рисованный мультипликационный фильм по мотивам западноафриканских сказок об Ананси — антропоморфном пауке-трикстере. Выпущен в 1970 году.
Над фильмом работали режиссёры Николай Александрович и Виктор Севрюгов, сценарист Борис Потапов, оператор Артур Франго, композитор Михаил Меерович.

## Сюжет
Фильм о том, как паучок Ананси спасал бабочек Павлиний Глаз, попавших в сачок Тигра, большого любителя прекрасного. Тигр обещает отпустить бабочек, если Ананси исполнит три его желания: поймает питона, принесёт леопарда и изловит злых пчёл. Полосатый злодей не сомневается, что выполнить его требований не сможет никто... И любой бы тут спасовал — но только не Ананси!

## Создатели
| Автор сценария        | Борис Потапов                          |
| Режиссёры             | Николай Александрович, Виктор Севрюгов |
| Художник-постановщик  | Виктор Севрюгов                        |
| Мультипликаторы:      | Кирилл Малянтович, Анатолий Резников   |
| Оператор              | Артур Франго                           |
| Ассистенты художника: | Олег Леонидов, Людмила Литвяк          |
| Композитор            | Михаил Меерович                        |
| Редактор              | Валерия Коновалова                     |

## Список серий
| Серия                                 | Год  |
| Ананси. Три желания (Сказка джунглей) | 1970 |
| Паучок Ананси и волшебная палочка     | 1973 |